# Оливский собор
Собо́р во и́мя Свято́й Тро́ицы, Де́вы Мари́и и св. Берна́рда — вместе с Аббатским дворцом являлся частью монастыря цистерцианцев, располагавшегося в Оливе.
Трехнефная базилика с многогранным пресвитерием и трансептом исполнен в готическом стиле с элементами барочных украшений. Исторически он служил главным храмом Померании, усыпальницей местных князей и герцогов.
Фасад фланкируют две башни высотой 46 м с маковицами в стиле барокко. В центре фасада портал 1688 года.
На пересечении среднего нефа с трансептом находится колокольная башенка.
Оливский кафедральный костёл имеет длину 107 м, ширину 19 м и высоту 17,7 м является самым длинным цистерцианским костёлом в мире.

## История
- 2 июля 1186 года — основан цистерцианский монастырь.
- 1224 год и 1234 или 1236 год — романский монастырь был двукратно сожжён пруссами.
- 1350 год — после третьего пожара костёл и монастырь снова восстановлены в готическом стиле.
- 1831 год — указом прусского правительства монастырь был упразднён, часть зданий передана католическому приходу.
- 1925 год — костёл возвышен до статуса кафедрального.
- 1992 год — кафедральный костёл стал резиденцией гданьской архиепархии.

## Интерьер
Внутри костёла находятся 23 мраморных алтаря в стилях барокко и рококо. Первый главный алтарь был создан в 1605 году и имел стиль нидерландского ренессанса. В 1688 году — заменён новым.
Самым ценным объектом внутри костёла является орган, который был построен в 1763—1788 годах монахом Иоганом Вильгельмом Вульфом.

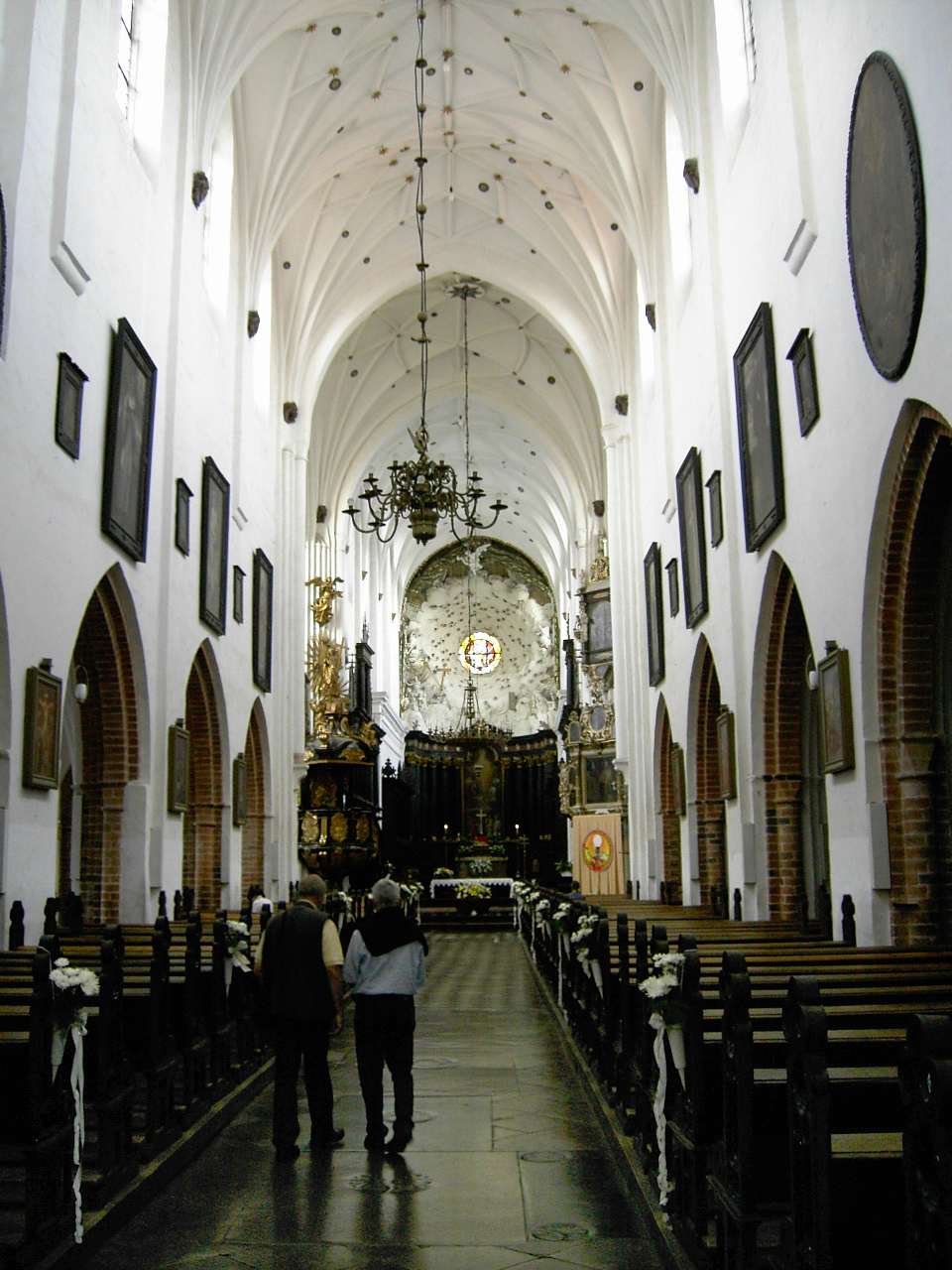
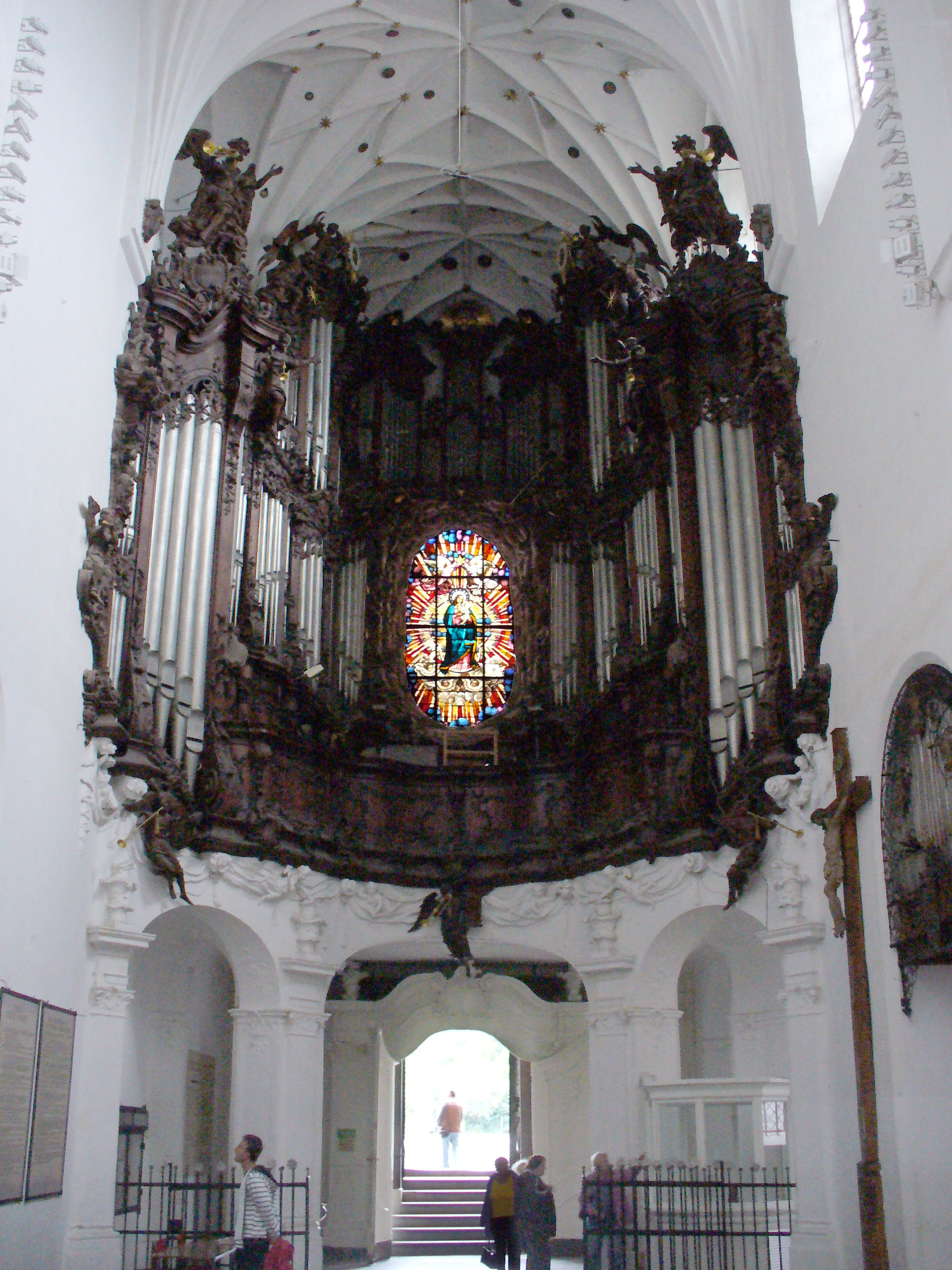
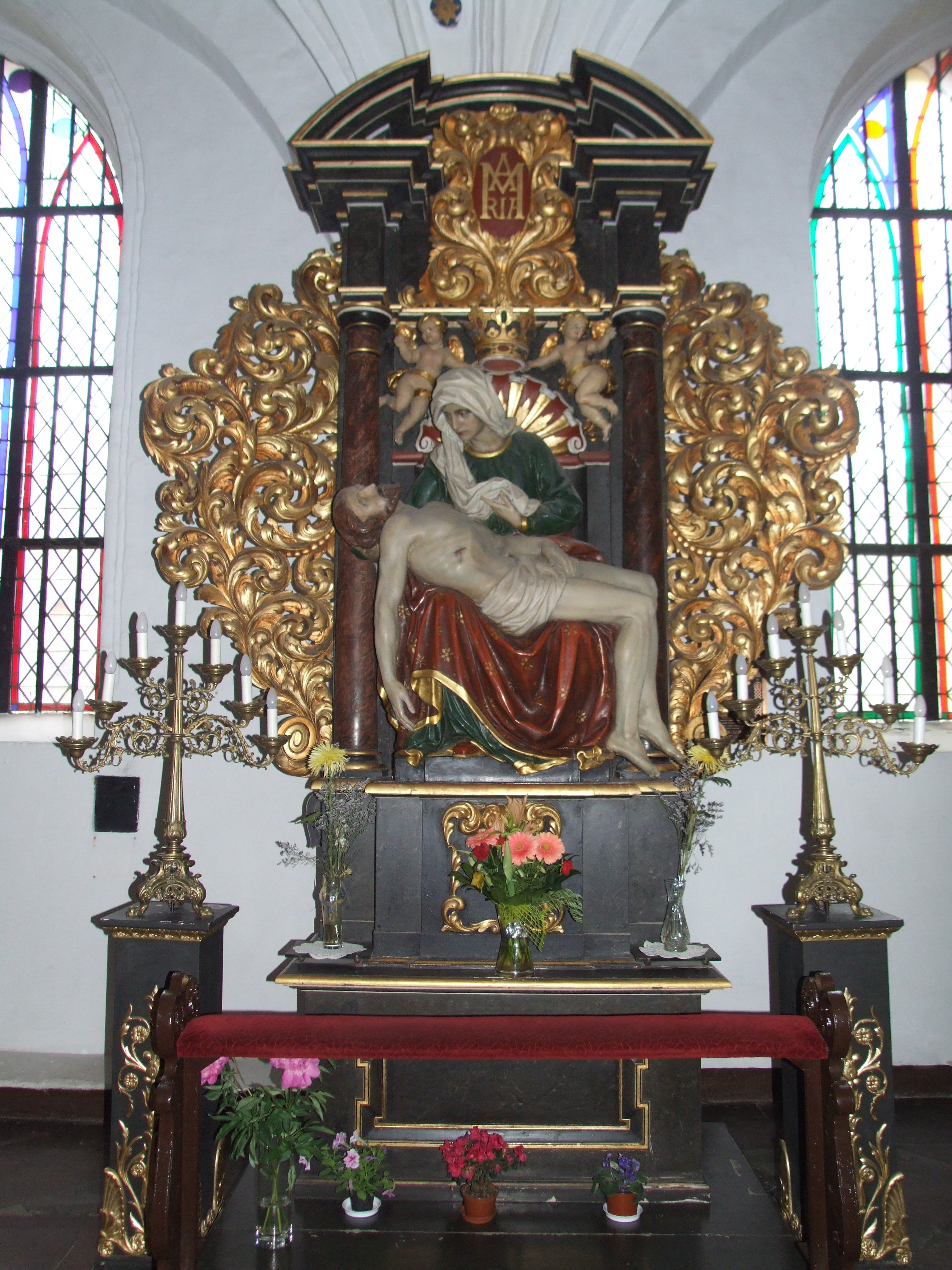
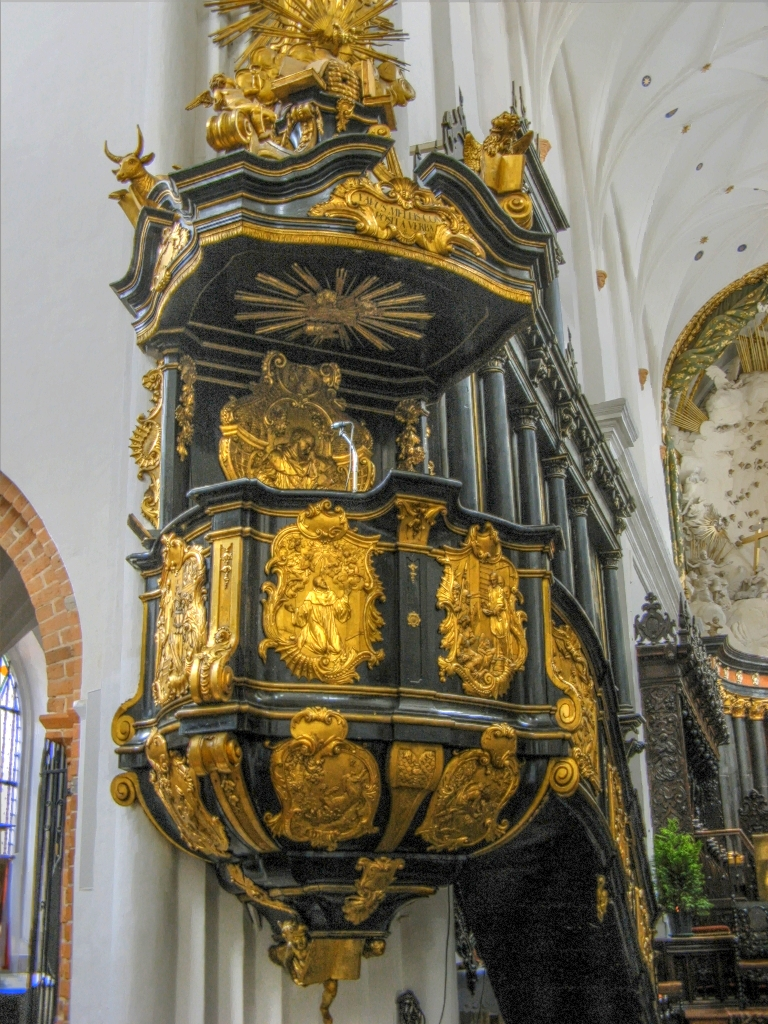